# Giorgio Seragnoli
Giorgio Seragnoli (Bologna, 1955) è un imprenditore italiano, erede della dinastia Seragnoli.

## Biografia
Figlio di Ariosto Seragnoli che insieme ad Enzo Seragnoli rilevò e riconvertì alla produzione di macchine automatiche la fabbrica di motociclette G.D, oggi parte del gruppo Coesia Spa. Ha una sorella Daniela Seragnoli ed è cugino di Isabella Seragnoli proprietaria del gruppo Coesia.
È stato vicepresidente e amministratore delegato della G.D. Spa, gruppo industriale tra i leader mondiali nella produzione di macchine di packaging ad alta precisione, che fa capo alla famiglia Seragnoli.
Noto alle cronache sportive come ex proprietario della Fortitudo Basket di Bologna; durante la sua presidenza, il club ottiene i massimi risultati sportivi della sua storia, fra cui la conquista di due campionati di serie A (nel 1999-2000 e nel 2004-2005).
È stato soprannominato l'Emiro.
Finanziere, attraverso il suo veicolo King Spa, ha investito in diverse operazioni sia con fondi di Private Equity: Ducati moto di cui deteneva un pacchetto del 3,7% ceduta nel 2008 a InvestIndustrial, Cotonificio Olcese e CastelGarden e nella Best Union Company Spa anch'essa quotata sull borsa titoli di Milano, della quale detiene il 9,3%.

## Eredità
Alla scomparsa dei due co-fondatori, la Sig.ra Maria Teresa Chiantore, moglie del cugino Enzo Seragnoli, prese le redini del gruppo e le due famiglie decisero di attuare una suddivisione del gruppo.
La scelta di scissione è maturata anche in seguito alla crisi del mercato del tabacco e della conseguente momento di difficoltà della G.D.
Per consentire indipendenza di azione a ciascuno degli eredi è stata avviata una complessa riorganizzazione del patrimonio di CSII, la cassaforte di famiglia, controllata al 75% da Isabella e Simonetta, mentre a Giorgio e Daniela fa capo il restante 25%.
Si è proceduto a scissioni e spartizioni creando quattro nuove finanziarie, ognuna intestata a uno dei membri della famiglia, cui è stato attribuito pro quota parte del portafoglio comune in azioni e titoli (stimato in oltre 500 milioni di euro, ivi incluso un cospicuo pacchetto delle Generali).
La vecchia cassaforte è diventata la holding del patrimonio immobiliare (una ventina di palazzi con un valore di mercato nell'ordine di 400 milioni di euro). Le partecipazioni industriali controllate, sono state scorporate e conferite alla CSII Industrie.